# وادي بيغام
وادي بيغام هو وادي يمتد من شمال إلى جنوب مدينة كليبر بإيران، يمر في الوادي نهر بيغام ويضم الوادي العديد من المزارع والمراعي وبساتين الفاكهة على ضفافي النهر.